# Marianne
Marianne je nacionalni simbol francuske Republike, te alegorija slobode i razuma. Ona predstavlja Francusku kao državu, i njene vrijednosti (za razliku od "galskog pijetla" koji predstavlja Francusku kao narod i njegovu povijest, zemlju i kulturu). Prikazana je na mnogim mjestima u Francuskoj i ima počasno mjesto u gradskim skupštinama i sudnicama. Njezin profil se nalazi na službenom pečatu države, na kovanici francuskog eura i na francuskim poštanskim markama, također je prikazana na bivšim francuskim francima.

## Podrijetlo imena
Podrijetlo imena nije poznato, pripisuje se isusovcu Juanu de Mariana i ženi političara Jeana Reubella, no točan izvor nije poznat. 

## Modeli Marianne
Od 1969. godine Marianne osim figurativnog prikaza ima i živu predstavnicu, glumica Brigitte Bardot dobila je tu čast 1969. godine, potom Mireille Mathieu (1978.), Catherine Deneuve (1985.), Inès de la Fressange (1989.), Laetitia Casta (2000.), Évelyne Thomas 2003. godine te Inna Ševčenko 2013. (članica FEMEN-a, dobila francusko državljanstvo) (u konkurenciji su bile i Sophie Marceau, Carla Bruni, Lorie te Cecilia Sarkozy).